# 405
Римська імперія розділена на дві частини. У Східній Римській імперії править Аркадій. У Західній — Гонорій при фактичній владі регента Стіліхона. У Китаї правління династії Цзінь. В Індії правління імперії Гуптів. У Японії триває період Ямато. У Персії править династія Сассанідів.
На території лісостепової України Черняхівська культура. У Північному Причорномор'ї готи й сармати. Історики VI століття згадують плем'я антів, що мешкало на території сучасної України приблизно з IV сторіччя. З'явилися гуни, підкорили остготів та аланів й приєднали їх до себе.

## Події
- Імператор Гонорій звелів закрити Колізей, намагаючись зменшити розваги в Римі.
- Стіліхон звелів спалити Сивілині книги.
- Стіліхон розбив коаліцію вандалів, остготів і квадів, але для цього йому довелось зняти війська з Рейну, залишивши кордон незахищеним.
- Король Родогайс перевів 20 тис. людей через Альпи. Стіліхону не вистачає сил для атаки на германців.
- Флавія Аеція послали як заручника до короля готів Аларіха.
- Месроп Маштоц винайшов вірменську абетку.